# Chaetoleon pusillus
Chaetoleon pusillus is een insect uit de familie van de mierenleeuwen (Myrmeleontidae), die tot de orde netvleugeligen (Neuroptera) behoort. 
Chaetoleon pusillus is voor het eerst wetenschappelijk beschreven door Currie in 1899.